# ملحمة جلجامش
مَلحَمة جِلجامِش هي مَلحَمة شِعرية من آداب بِلاد الرافِدَين، تُعدّ أقدم الأعمال الأدبية العظيمة وثاني أقدم النُصُوص الدينية المُتبقية من تلك الفترة، بعد نصوص الأهرام الدينية. يبدأ التاريخ الأدبي لملحمة جلجامش بخمس قصائد باللغة السومرية عن بلجاميش (بالإنجليزية: Bilgamesh)‏ (وهي الكلمة السومرية لجلجاميش)، ملك الوركاء، يعود تاريخ القصائد إلى عصر سلالة أور الثالثة (حوالي 2100 ق. م.). استُخدمت هذه القصص المتفرقة فيما بعد كمصدر مرجعي لقصيدة ملحمية مجمّعة في اللغة الأكدية. تعرف أقدم نسخة متبقية من تلك الملحمة المجمّعة بالنسخة «البابلية القديمة»، ويعود تاريخها إلى القرن الثامن عشر قبل الميلاد، وسُمّيت بالكلمات في بداية القصيدة («تَجَأوُزُ جميع الملوك الآخرين») (بالإنجليزية: Shūtur eli sharrī)‏. لم يتبقّ مِن تلك القصيدة سوى بضعة ألواح طينية. أما النسخة التالية والمعروفة بالنسخة البابلية المعيارية التي جمعها سين-لقي-ونيني فيعود تاريخها إلى ما بين القرنين الثالث عشر والعاشر قبل الميلاد وتحمل الاسم «هو الذي رأى العمق» (بالإنجليزية: «Sha naqba īmuru»)‏، أو بكلمات معاصرة: «هو الذي يرى الغيب»). تمّ استرجاع ثلثيّ هذه النسخة ذات الألواح الطينية الإثني عشر تقريباً. اكتُشفت بعض النسخ الأفضل حالًا في أنقاض مكتبة آشور بانيبال الملكية من القرن السابع قبل الميلاد.
يدور القسم الأول من القصة عن جلجامش، ملك الوركاء، وإنكيدو، وهو رجل بري خلقته الآلهة لوضع حدّ لطُغيان جلجامش على شعب الوركاء. بعد أن يتعلم إنكيدو الحضارة عبر إقامته علاقة جنسية مع إحدى العاهرات، ينطلق إلى مملكة الوركاء، حيث يطلب تحدّي جلجامش لاختبار مقدار قوته. يفوز جلجامش في التحدي، ومع ذلك، يصبح الرجلان صديقين، وينطلقان معًا في رحلة تدوم لستة أيام إلى غابة الأرز السحرية، حيث يخططان لقتل حارسها، خومبابا الرهيب، وقطْع شجرة الأرز المقدسة. تُرسل الإلهة عشتار الثور السماوي لعقاب جلجامش على رفضه تقرّباتها الجنسية منه. يقتل جلجامش وإنكيدو الثور السماوي، وعلى إثر ذلك تتخذ الآلهة قرارها بالحُكم على إنكيدو بالموت، وتقتلنه.
في الجزء الثاني من الملحمة، يدفع الأسى على موت إنكيدو بجلجامش إلى القيام برحلة طويلة محفوفة بالمخاطر لاكتشاف سرّ الحياة الأبدية. في نهاية المطاف يكتشف أن «الحياة التي تسعى في إِثرها لن تنالها أبدًا. لأن الآلهة عند خلقِها البشر، جعلت الموت من نصيبهم، واستأثرت بالخلود نصيبًا لها وحدها». على أيّ حال، فقد طارت شهرة جلجامش في الآفاق، وعمّرت طويلًا بعد موته، بسبب مشاريعه العمرانية العظيمة، ونقله لنصيحة أسدتها له سيدوري، وما أخبره إياه الرجل الخالد أوتنابيشتيم عن الطوفان العظيم؛ ولقيت قصة الملحمة اهتمامًا متزايدًا وتُرجمت إلى العديد من اللغات وتظهر في العديد من الأعمال الفنية الشهيرة.
تعتبر الملحمة عملاً تأسيسيًا في تقليد الملاحم البطولية، حيث شكل جلجامش النموذج الأولي للأبطال اللاحقين مثل هرقل، وكانت الملحمة نفسها بمثابة تأثير لملاحم هوميروس.

## تاريخ

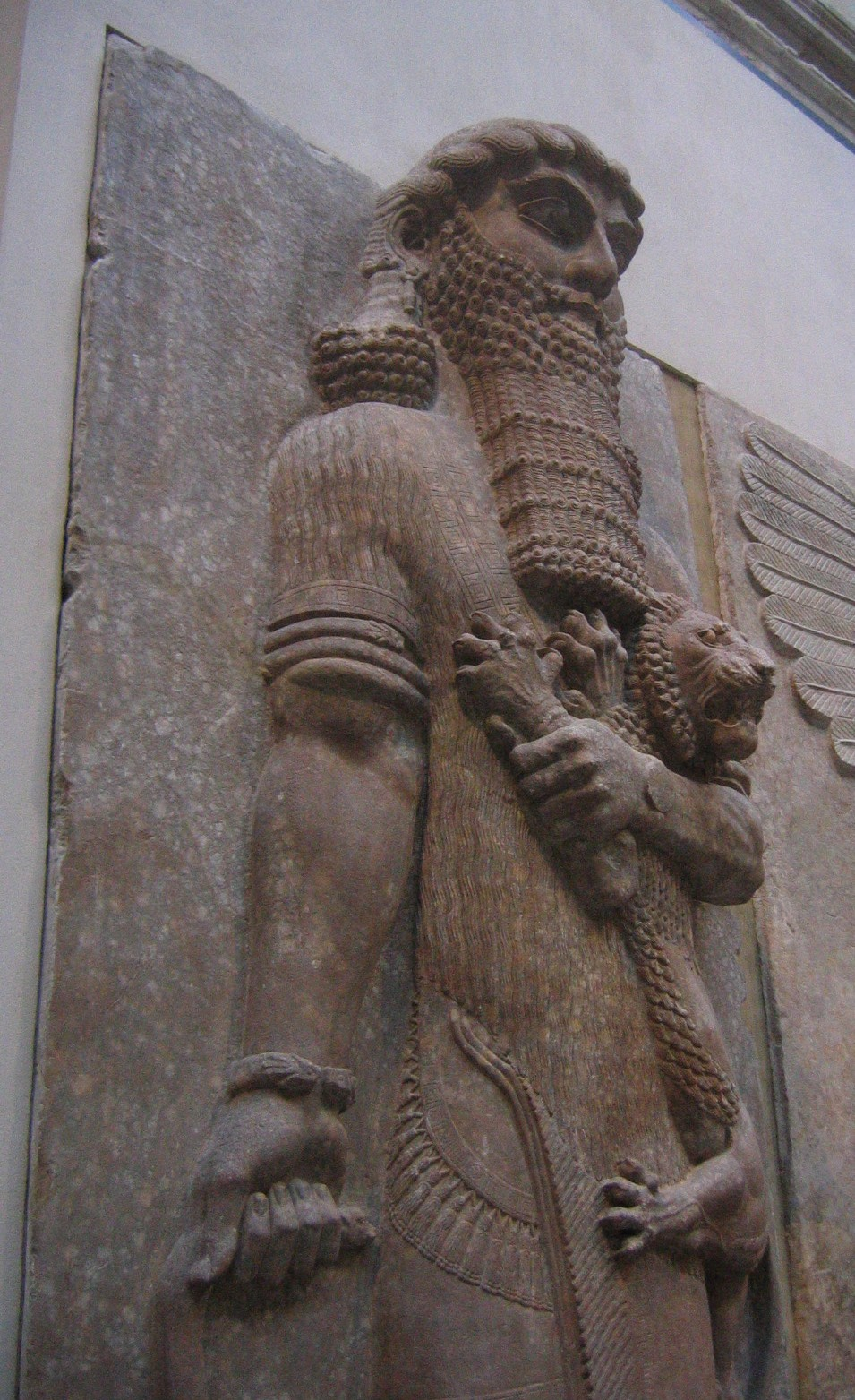
تمثال آشوري قديم موجود حاليًا في متحف اللوفر، ربما يجسد جلجامش

توجد مصادر مميزة من أكثر من 2000 سنة من الإطار الزمني، تعتبر الآن القصائد السومرية المبكرة بشكل عام قصصًا متميزة، بدلاً من أجزاء من ملحمة واحدة. يعود تاريخها إلى عصر سلالة أور الثالثة (حوالي 2100 قبل الميلاد). وتعتبر الألواح البابلية القديمة (حوالي  1800 قبل الميلاد) أقدم الألواح الباقية لملحمة واحدة لرواية جلجامش. تعد الألواح البابلية القديمة والنسخة الأكدية اللاحقة مصادر مهمة للترجمات الحديثة، مع استخدام النصوص السابقة بشكل أساسي لملئ الثغرات في النصوص اللاحقة. على الرغم من نشر العديد من النسخ المنقحة بناءً على الاكتشافات الجديدة، إلا أن الملحمة لا تزال غير مكتملة. استخدم تحليل النص البابلي القديم لإعادة بناء الأشكال السابقة الممكنة من الملحمة. تتكون أحدث نسخة أكادية من 12 لوحا. وهي تُعرف أيضا باسم النسخة البابلية القياسية، وقام بتحريرها سين-لقي-ونيني، الذي يعتقد أنه عاش في وقت ما بين 1300 قبل الميلاد و 1000 قبل الميلاد.
اكتشفت حوالي 15,000 قطعة من الألواح المسمارية الآشورية في مكتبة آشور بانيبال في نينوى بواسطة أوستن هنري لايارد، ومساعده هرمز رسام ووليام لوفتس في أوائل خمسينيات القرن التاسع عشر في أواخر العقد التالي، وظف المتحف البريطاني جورج سميث لدراسة هذه. سميث مقتطفات مترجمة أمام جمعية علم آثار الكتاب المقدس في عام 1872. و نشر ترجمات كاملة في عامي 1875 و 1876 تحت عنوان «القصة الكلدانية لسفر التكوين». أعيد تقديم الشخصية المركزية لجلجامش في البداية إلى العالم باسم «إزدوبار» (بالإنجليزية: Izdubar)‏ ، قبل أن يتم نطق الرموز المسمارية لاسمه بدقة. في عام 1891، جمع بول هاوبت النص المسماري، وبعد تسع سنوات، قدم بيتر جنسن نسخة شاملة. قام ريجنالد كامبل طومسون [[::|[العربية]]] بتحديث كل من عملهما في عام 1930. على مدار العقدين التاليين، أعاد صموئيل نوح كريمر تجميع القصائد السومرية.
في عام 1998، اكتشف عالم الآشوريات الأمريكي ثيودور كواسمان قطعة يعتقد أنها احتوت على الأسطر الأولى من الملحمة في مخزن المتحف البريطاني، الجزء الذي عُثر عليه في عام 1878 ويعود تاريخه إلى ما بين 600 قبل الميلاد و 100 قبل الميلاد، ظل غير مفحص من قبل الخبراء لأكثر من قرن بعد العثور عليه. كُتِبَ على القطعة: «هو من رأى كل شيء، هو أساس الأرض، يعرف (كل شيء)، كان حكيمًا في كل الأمور: جلجامش». أضفى اكتشاف القطع الأثرية (حوالي 2600 قبل الميلاد) المرتبطة بإين مي باراكي سي من كيش مصداقية على الوجود التاريخي لجلجامش، إذ أن إين مي باراكي سي مذكور في الأساطير كأب لأحد خصوم جلجامش. في عام 2019، صادر مسؤولون أميركيون «لوح جلجامش دريم»، الذي نُقل بشكل غير قانوني إلى الولايات المتحدة، وأعيد إلى العراق في سبتمبر 2021. كان اللوح وقت الاستيلاء عليه مملوكًا من قبل شركة هوبي لوبي، التي اشترت اللوح الطيني في مزاد علني.

## النسخ المختلفة
من المصادر المتنوعة التي عُثر عليها، وأعيد بناء نسختين رئيسيتين من الملحمة جزئيًا: النسخة البابلية المعيارية أو «هو الذي رأى العمق» و النسخة البابلية القديمة أو «تَجَأوُزُ جميع الملوك الآخرين». تمت استعادة خمس قصائد باللغة السومرية سابقة عن جلجامش جزئيًا، بعضها بنسخ بدائية لحلقات معينة في النسخة البابلية، والبعض الآخر بقصص غير ذات صلة.

### النسخة البابلية المعيارية
اكتشف النسخة البابلية المعيارية عالم الآشوريات هرمز رسام في مكتبة آشور بانيبال في نينوى في عام 1853. تشير اللغة البابلية المعيارية إلى أسلوب أدبي كان يُستخدم لأغراض أدبية. وقد جمع هذه النسخة الكاهن سين-لقي-ونيني في وقت ما بين عامي 1300 و 1000 قبل الميلاد من نصوص سابقة.
كان أحد التأثيرات التي أحدثها سين-لقي-ونيني في العمل الأدبي هو طرح مسألة الفناء والموت في المقدمة، ما يجعل من الإمكان للشخصية الانتقال من كونها «مغامرًا إلى رجل حكيم». يجادل الباحث جاسينثو لينس برانداو (2015) بأن النسخة القياسية يمكن أن ينظر إليها بهذا المعنى على أنها كتابات حكمية شائعة في الشرق الأوسط.
كان للنسخة البابلية المعيارية كلمات افتتاحية (بداية) مختلفة عن تلك التي في النسخة القديمة. النسخة القديمة تبدأ بعبارة «تَجَأوُزُ جميع الملوك الآخرين»، في حين أن النسخة البابلية القياسية لديها «هو الذي رأى العمق» (ša naqba īmuru). يشير «العمق» إلى أسرار المعلومات التي جلبها جلجامش من لقائه مع أوتا-نابيشتي (أوتنابيشتيم) حول إيا نافورة الحكمة. لقد كان جلجامش على دراية بكيفية عبادة الآلهة، ولماذا كان الموت مصير البشر، وما الذي يجعل الملك صالحاً وكيف يعيش الشخص حياة طيبة. ويمكن العثور أيضا على قصة أوتنابيشتيم بطل أسطورة الطوفان، في ملحمة أترحاسيس أترا-هاسيس البابلية. وتعرف النسخة المعيارية أيضا باسم «إيشكار جلجامش» (iškar Gilgāmeš)، أي «سلسلة جلجامش».
يعتبر اللوح الطيني الثاني عشر تتمة للأحد عشر لوحاً طينياً الأصلية، وربما أرفق به في تاريخ لاحق. وهو لا يرتبط إلا بقدر ضئيل من العلاقة بالملحمة ذات الإحدى عشر لوحاً التي صيغت بشكل جيد؛ الأبيات في بداية اللوح الثاني عشر مقتبسة في نهاية اللوح الحادي عشر، مما يمنح هذا اللوح الدوران والنهاية. اللوح الثاني عشر هو نسخة قريبة من رواية سومرية سابقة وهي مقدمة حيث يرسل جلجامش إنكيدو لاستعادة بعض الأشياء من العالم السفلي، ويعود في شكل روح لربط طبيعة العالم السفلي بجلجامش ربطاً روحياً.
ومن حيث الشكل، يبدو أن الاتفاقيات الشعرية التي اتبعت في النسخة البابلية المعيارية غير متسقة ولا تزال مثيرة للجدل بين العلماء. ومع ذلك، هناك استخدام واسع النطاق للتوازي عبر مجموعات من اثنين أو ثلاثة خطوط متجاورة كما يوجد في سفر المزامير اليهودي.

#### النوع
عندما تم اكتشافها في القرن التاسع عشر، صُنفت قصة جلجامش على أنها ملحمة يونانية وهو نوع أدبي معروف في أوروبا على الرغم من أنها سبقت الثقافة اليونانية التي نشأت منها الملاحم، على وجه التحديد عندما أشار هيرودوت إلى أعمال هوميروس على هذا النحو. عندما ترجم ألفريد جيريمياس النص، أصر على العلاقة مع سفر التكوين بإعطاء العنوان «إيزدوبار-نمرود» («Izdubar-Nimrod») وبالتعرف على هذا النوع من الشعر البطولي اليوناني. على الرغم من إسقاط المساواة مع نمرود، إلا أنه تم الإبقاء على رأي «الملحمة اليونانية». في عام 1966، أدرك مارتن ويست في مقدمة نسخته من كتاب «هسيود:ثيوغونيا» قرب الإغريق من مركز التقارب في الشرق الأوسط، «الأدب اليوناني هو أدب الشرق الأدنى». يتمثل أحد الاختلافات بين القصائد الملحمية اليونانية وجلجامش في حقيقة أن الأبطال اليونانيين تصرفوا في سياق الحرب، بينما تصرف جلجامش في عزلة (باستثناء الوجود الموجز لإنكيدو) - ويمكن مساواته بهرقل.
يعتبر التفكير في كيفية عرض النص من وجهة نظر عصره أمرًا صعبًا، حيث يقر جورج سميث بأنه لا توجد «كلمة سومرية أو أكدية للأسطورة أو السرد البطولي، تمامًا كما لا يوجد اعتراف قديم بالسرد الشعري كنوع أدبي». يدرك الباحث جاسينثو لينس برانداو (2019) أن مقدمة «من رأى الهاوية» تذكر بإلهام الملهمات الإغريقي، على الرغم من عدم وجود مساعدة من إله هنا. كما تم توضيح أن جلجامش ارتقى إلى رتبة «رجل حكيم قديم» (ما قبل الطوفان). يتابع الباحث جاسينثو لينس برانداو مشيرًا إلى أن القصيدة كانت «توضع على شاهدة» («narû»)، وأن كلمة «narû» في البداية يمكن اعتبارها نوع القصيدة، مع الأخذ في الاعتبار أن على القارئ (أو الناسخ) مرر النص دون حذف أو إضافة أي شيء. تشير المقدمة أيضًا إلى أن جلجامش روى قصته لناسخ، وبالتالي فهي نوع من السيرة الذاتية في صيغة الغائب».

#### محتوى الألواح الطينية في النسخة البابلية المعيارية
يستند هذا الملخص إلى ترجمة أندرو جورج وإلى ترجمة طه باقر.
تدور الملحمة حول الملك «جلجامش» ملك مدينة الوركاء السومرية الذي أحسن الإله العظيم خلقه، فكان ثلثاه إلهًا وثلثه بشرًا، لذلك فقد كان جسمه وقوته لا مثيل لهما، لكنه كان ظالمًا لرعيته، وبالغ في ظلمه - رغم أنه كان يرعى المدينة ويحميها- فشكوا إلى مجمع الآلهة يطلبون منهم العون لرده إلى صوابه، فقرر الآلهة خلق ندٍ لجلجامش، ليدخل معه في تنافس يلهيه عن ظلم رعيته، وعهدوا للآلهة الخالقة «أرورو» بالأمر، فقامت بخلق «إنكيدو» من قبضة طين رمتها في البرية.
وعاش إنكيدو في الغابات حتى رآه أحد الصيادين، فذهب إلى جلجامش وحكى له عن قوته وبأسه، فدبر حيلة لجلبه إلى الوركاء، ولما رآه الناس داخلًا المدينة، ووجدوه مماثلًا لجلجامش في قوته، تجمعوا حوله، وظنوا أنه سيدخل في تنافس دائم معه، وبالفعل يتحدى إنكيدو جلجامش، ودخلا في صراع عنيف - اهتزت معه جدران المعبد المقدس- حسمه جلجامش الذي طرح خصمه أرضًا وشلَّ حركته.
ولما هدأ غضب جلجامش، واستمع إلى كلمات المدح من إنكيدو، ومع إعجابه بقوته، أصبحا صديقين، وبهذه الصداقة تغير جلجامش، وأرخى قبضته عن رعيته، وبدأ يفكر في أثر عظيم يتركه بعد موته، فقرر الذهاب إلى غابة «الأرز» في أقصى الغرب، وقتل حارسها «خومبايا» الذي كلفه الإله «إنليل» بحمايتها، وكان بمثابة الشر في الأرض، وكانت ألسنة اللهب تندفع من فمه، وتجلب أنفاسه الموت، ورغم خوف «إنكيدو» الذي كان قد رآه وهو يعيش في الغابة، فقد ذهب الاثنان وتمكنا من قتله، بعد رحلة مليئة بالمغامرات والمخاطر، وذلك بمساعدة الإلهة شمش إلهة الشمس والعدل. وبعد العودة إلى الوركاء تقع الآلهة «عشتار» في حب جلجامش، وتطلب منه الزواج، لكنه يرفض ويواجهها بخيانتها لعشاقها، فتذهب غاضبة إلى «أنو» كبير الآلهة وتشكو له إهانة جلجامش لها، وطلبت منه أن يسلمها قيادة ثور السماء، لتهلك به جلجامش والوركاء، وهددت بأنه إذا لم يفعل فسوف تحطم باب العالم السفلي وتفتحه على مصراعيه لكى يخرج الموتى ويأكلوا مع الأحياء، فتحدث مجاعة عظيمة، فوافق «أنو»، وأنزلت عشتار الثور السماوي إلى الوركاء، لينشر الموت والرعب والفزع، حتى تمكن إنكيدو من صد هجومه، وساعده صديقه جلجامش الذي طعن الثور وقتله.
لكن الآلهة قررت الانتقام منهما لقتلهما الثور السماوي وخومبابا، واختاروا أن يموت إنكيدو، الذي أصيب بالحمى بسبب لعنة الآلهة، ومات بين يدي جلجامش بعد عدة أيام، فحزن عليه بشدة، حتى إنه رفض دفنه على أمل أن يسمع بكاءه فيعود للحياة، لكن بعد عدة أيام سقطت دودة من أنف الجثة، فاستسلم جلجامش وقرر دفن جثمان صديقه. وأصبح جلجامش يفكر في الموت، وقرر أن يبحث عن سر الخلود، وبدأ رحلة البحث عن الحكيم «أوتونابشتيم»، وهو المخلوق الوحيد الذي أنعمت عليه الآلهة بالخلود، وأسكنته - مع زوجته - في جزيرة نائية، تفصلها عن العالم مخاطر رهيبة، وبحر تسبب مياهه الموت لمن يمسها، وبعد مغامرات عديدة، ينجح جلجامش في الوصول للحكيم عن طريق أحد تابعيه وهو الملاح «أورشنابى»، وهو الوحيد الذي يستطيع عبور مياه الموت بقاربه. ويقص جلجامش ما حدث للحكيم، ويطلب منه أن يمنحه سر خلوده في الحياة، فيكشف له أن الآلهة قرروا إرسال طوفان لإفناء كل أشكال الحياة على الأرض، لكن الإله «أيا» نزل إلى الأرض، وأخبر الحكيم بالأمر، وطلب منه أن يبنى سفينة هائلة «عرضها مثل طولها»، ويحمل فيها أهله، ومجموعة من أصحاب الحرف، وأزواجا من الحيوانات والطيور ووحوش البرية، وبالفعل تمكن الحكيم «أوتونابشتيم» من إنقاذ بذرة الحياة على الأرض، فشعرت الآلهة بالندم على قرارها بعدما رأت ما فعله، وقررت منحه وزوجته الخلود.
ويفاجئ الحكيم جلجامش بأنه لا يمكنه منحه الخلود، ويجرى له اختبارًا لإثبات ذلك، فيطلب منه قهر النوم - الموت الأصغر- لمدة ستة أيام وسبع ليال، ولكنه لا يتمكن من ذلك فيغرق في سبات عميق طوال ستة أيام، ويصاب باليأس بعد فشله في الاختبار، وبينما يستعد لمغادرة الجزيرة، إذا بالحكيم يخبره عن وجود نبات مثل الشوك ينبت في المياه العميقة، ويجدد الشباب لمن أصيب بالشيخوخة، لكنه لا يمنع الموت، فيخوض جلجامش المغامرة، ويربط نفسه بحجر، ويغوص في المياه العميقة، فيجتز النبتة، ويعود ليشكر الحكيم، ويقرر العودة إلى الوركاء لإطعام كل شيوخها من النبتة فيعود لهم شبابهم، ويترك لنفسه ما يأكله عندما يصل لمرحلة الشيخوخة.
ولكن في طريق العودة يتوقف جلجامش عند بحيرة باردة الماء، وبينما يغتسل من مائها، تتسلل حية وتأكل النبتة، فينهار ويبكى بعد أن ضاعت آماله، فيعود إلى الوركاء مع الملاح «أورشنابى»، وتنتهى الملحمة بوقوفهما أمام أسوار المدينة، ووصف جلجامش لها.

##### اللوح الطيني الأول
تقدم القصة جلجامش ملك الوركاء. يضطهد جلجامش -وهو في صورة ثلثي إله وثلث رجل- شعبه الذين يستغيثون بالآلهة. بالنسبة لشابات الوركاء، يتخذ هذا الاضطهاد شكل حق السيد للنوم مع العرائس في ليلة زفافهن. بالنسبة للشباب (اللوح الطيني متضرر في هذه المرحلة)، يُعتقد أن جلجامش يرهقهم من خلال الألعاب، واختبارات القوة أو ربما التسخير في مشاريع البناء. تستجيب الآلهة لنداءات الشعب من خلال خلق شخصية مساوية لجلجامش تكون قادرًا على وقف اضطهاده: وهو الرجل البدائي إنكيدو الذي يكسوه الشعر ويعيش في البرية مع الحيوانات. تم رصده من قبل صياد دُمِرت مصادر رزقه بسبب قيام إنكيدو باقتلاع شراكه. يخبر الصياد إله الشمس شمش عن إلرجل البدائي إنكيدو، والذي من المقرر أن تغريه شمحات عاهرة المعبد كخطوة الأولى نحو ترويضه. بعد ستة أيام وسبع ليالٍ (أو أسبوعين، وفقًا لدراسة حديثة) من ممارسة الجنس وتعليم إنكيدو طرق الحضارة، اصطحبت شمحات إنكيدو إلى مخيم الرعاة ليتعلم كيف يكون متحضرا. في غضون ذلك، كان جلجامش يحلم في نومه بالوصول الوشيك لرفيق جديد محبوب وطلب من والدته نينسون المساعدة في تفسير هذه الأحلام.

##### اللوح الطيني الثاني

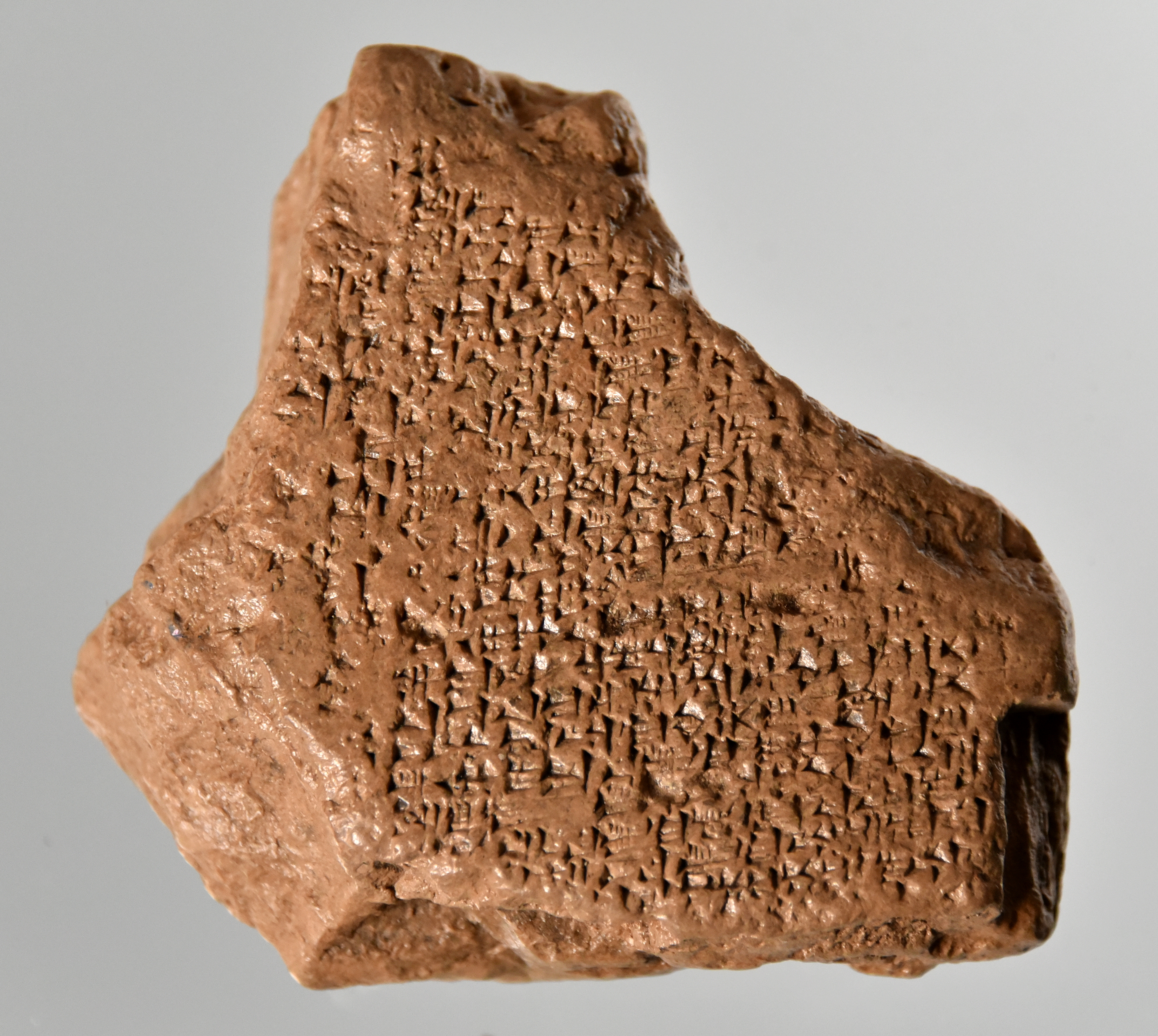
اللوح الطيني الثاني من ملحمة جلجامش، متحف السليمانية، العراق

جلبت سمحات إنكيدو إلى مخيم الرعاة، حيث تعرف على حِمْية بشرية وأصبح الحارس الليلي. وتعلم إنكيدو من شخص غريب عابر عن معاملة جلجامش للعرائس الجدد، فسافر إلى الوركاء للتدخل في حفل زفاف. عندما يحاول جلجامش زيارة غرفة الزفاف يقف إنكيدو في طريقه ويتقاتلان. وبعد معركة شرسة، يعترف إنكيدو بقوة جلجامش المتفوقة ويصبحان أصدقاء. يقترح جلجامش رحلة إلى غابة الأرز لقتل نصف الإله خومبابا الوحشي من أجل الحصول على السمعة والشهرة. وعلى الرغم من تحذيرات إنكيدو ومجلس الشيوخ، لا يتمكن أحد من تغيير رأي جلجامش.

##### اللوح الطيني الثالث
يعطي الشيوخ لجلجامش نصيحة حول رحلته. يزور جلجامش والدته الإلهة نينسون، والتي تدعو إله الشمس شمش لدعم وحماية جلجامش وإنكيدو في مغامراتهما. وتتبنى نينسون إنكيدو كابن لها، ويترك جلجامش تعليمات لحكم الوركاء في غيابه.

##### اللوح الطيني الرابع

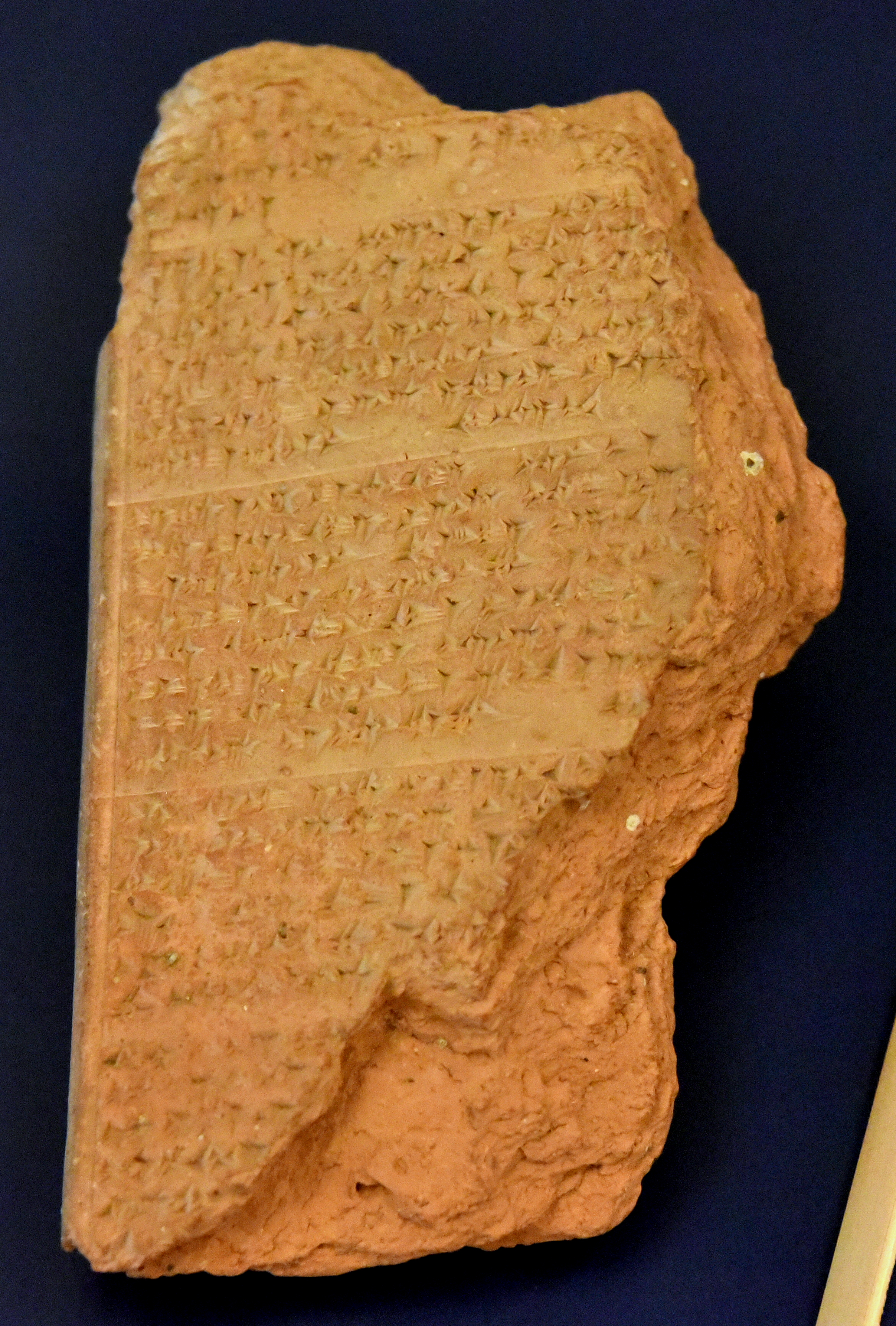
الحلم الثاني لجلجامش في الرحلة إلى غابة الأرز. لوح من ملحمة جلجامش من خاتوشا، تركيا. القرن الثالث عشر قبل الميلاد. متحف برلين الجديد، ألمانيا

رحلة جلجامش وإنكيدو إلى غابة الأرز. ويخيمان كُلّ بضعة أيام على جبل، ويُؤدّيان طقوس أحلام. يحلم جلجامش في منامه بخمسة أحلام مرعبة حول السقوط في الجبال وحول العواصف الرعدية وحول الثيران البرية وحول طير الرعد الذي يتنفس النار. على الرغم من أوجه التشابه بين شخصيات أحلامه والأوصاف السابقة لخومبابا، فإن إنكيدو يفسر هذه الأحلام على أنها نذير جيد، وينكر أن الصور المخيفة تمثل حارس الغابة. يسمع الصديقان خومبابا يحارب عندما اقتربا من جبل الأرز، وقاما بتشجيع بعضهم البعض على عدم الخوف.

##### اللوح الطيني الخامس

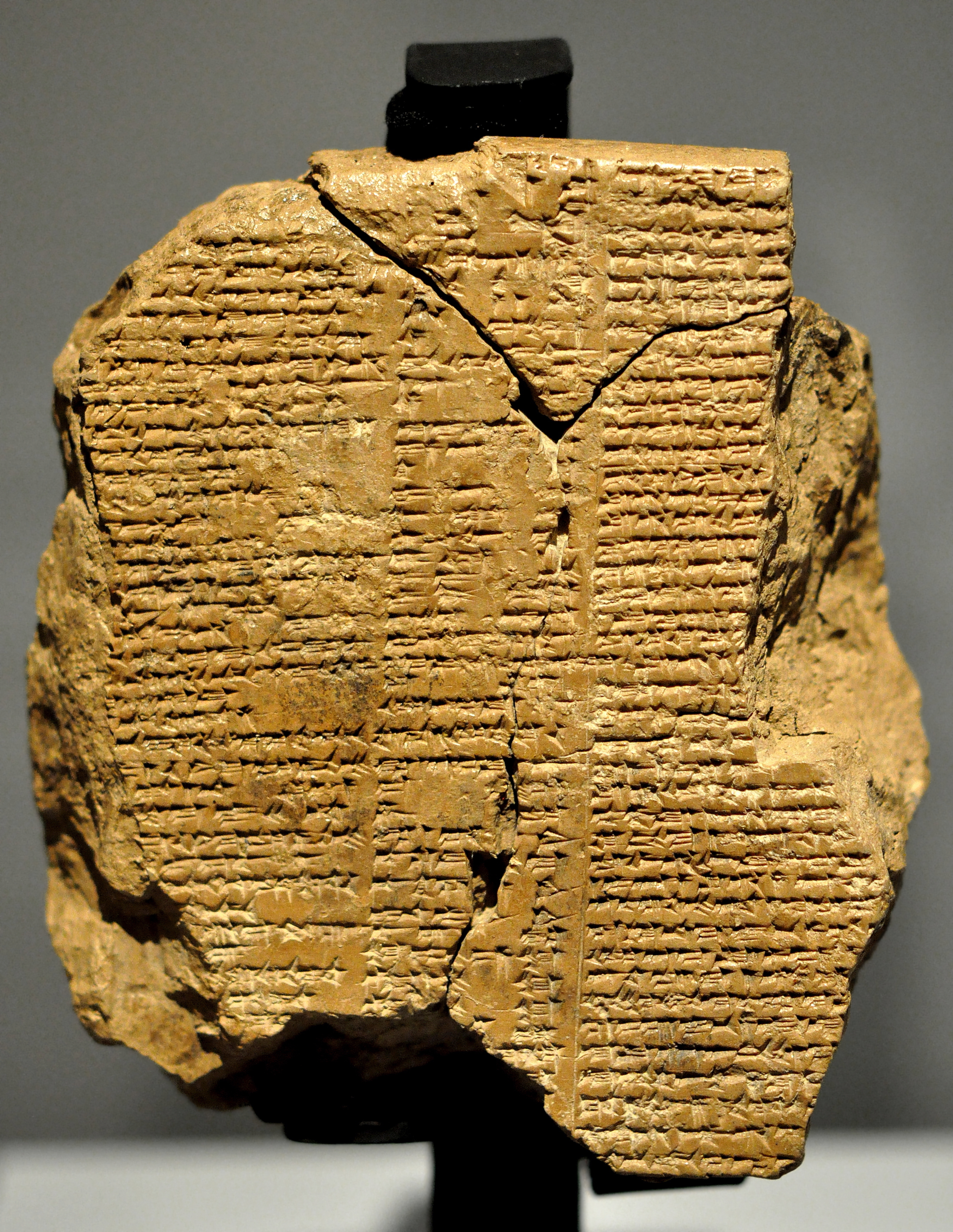
اللوح الطيني الخامس من ملحمة جلجامش

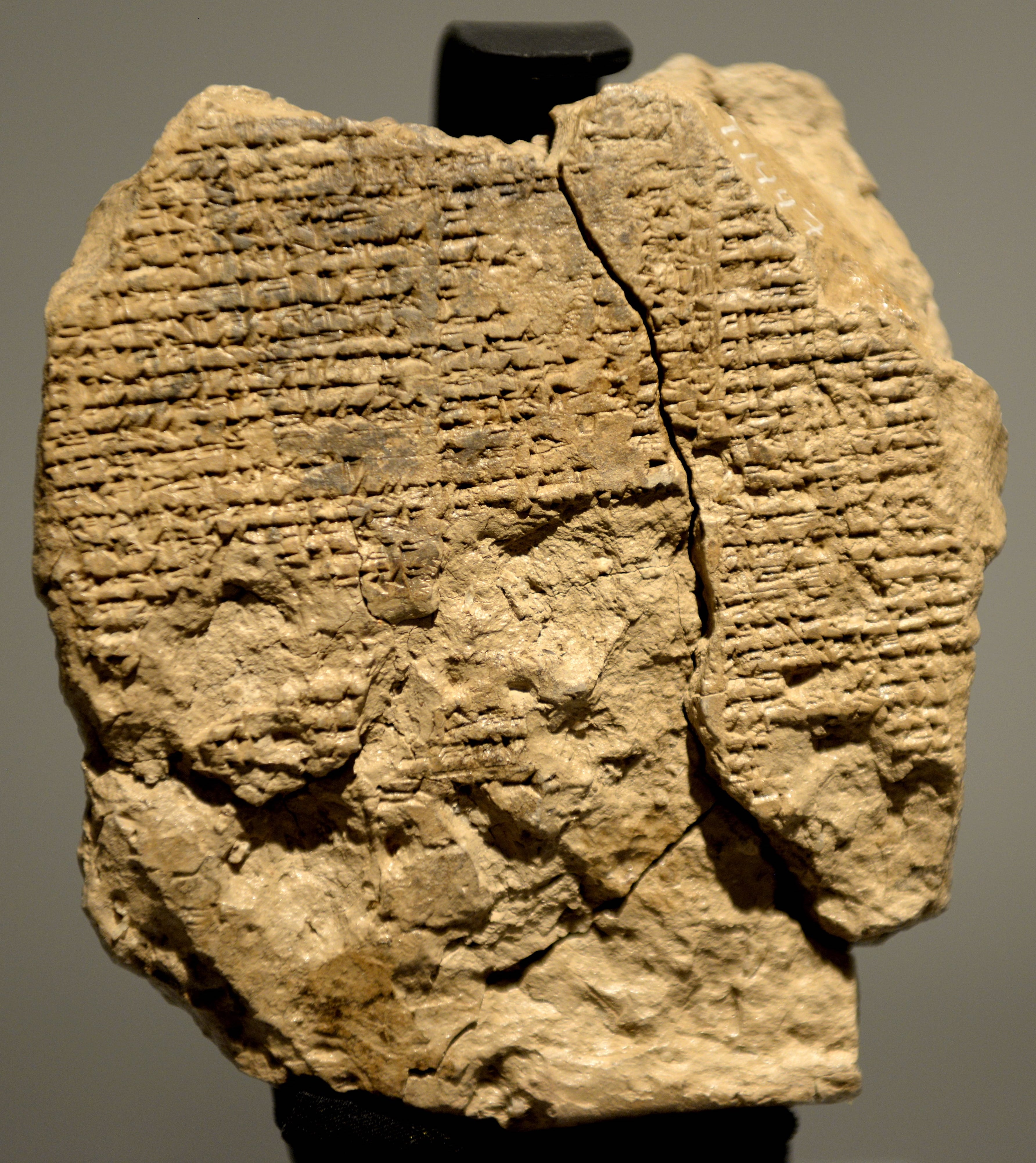
الجانب العكسي من اللوح الطيني الخامس المكتشف حديثاً من ملحمة جلجامش. يعود تاريخه إلى الفترة البابلية القديمة، 2003-1595 قبل الميلاد، ويوجد حاليا في متحف السليمانية، العراق

يدخل البطلان غابة الأرز. يقوم خومبابا حارس غابة الأرز بإهانتهما وتهديدهما. ويتهم إنكيدو بالخيانة، ويتعهد بنزع أحشاء جلجامش وإطعام لحمه للطيور. يخاف جلجامش ولكن تبدأ المعركة مع بعض الكلمات المشجعة من إنكيدو. تتزلزل الجبال مع الاضطراب وتتحول السماء إلى اللون الأسود. يرسل الإله شمش 13 ريحا لربط خومبابا، ويتم القبض عليه. يتوسل خومبابا كي لا يقتلاه ويرأف جلجامش لحاله. ويعرض خومبابا أن يجعل جلجامش ملكاً للغابة، وأن يقطع الأشجار لأجله وأن يكون عبدا له. إلا أن إنكيدو يزعم أنه لابد لجلجامش أن يقتل خومبابا لإثبات سمعته إلى الأبد. يلعنهما خومبابا ويقوم جلجامش بقتله بضربة في عنقه، فضلا عن قتل أبنائه السبعة. قام البطلان بقطع العديد من أشجار الأرز، بما في ذلك شجرة عملاقة يخطط إنكيدو لتزيينها في بوابة لمعبد إنليل. وبنيا طوفاً عادا به إلى ديارهما على طول نهر الفرات مع الشجرة العملاقة و (لربما) مع رأس خومبابا.

##### اللوح الطيني السادس
يرفض جلجامش تقدم الإلهة عشتار لاقامة علاقة جنسية معه بسبب سوء معاملتها وخيانتها لعشاقها السابقين مثل الإله دموزي. تطلب عشتار من والدها أنو أن يرسل الثور السماوي لينتقم لكرامتها. وعندما يرفض الإله أنو شكواها، تهدد عشتار بإعادة إحياء الموتى الذين س«يفوقون عدد الأحياء» و الذين سقومون «بالاتهام الأحياء». يقول أنو أنه إذا أعطاها ثور السماء، ستواجه مدينة الوركاء 7 سنوات من المجاعة. فتزوده عشتار بمؤن لمدة 7 سنوات مقابل الثور. وتقود الثور السماوي إلى الوركاء، مايسبب دمارا واسعا. انخفض مستوى نهر الفرات وجفت المستنقعات وافتتحت حفر ضخمة ابتلعت 300 رجل. هاجم إنكيدو وجلجامش الثور السماوي وقتلاه بدون أي مساعدة إلاهية وقدما قلبه إلى الإله شمش. عندما تبكي عشتار يقوم إنكيدو بإلقاء إحدى الأجزاء الخلفية للثور «قد يكون الذيل أو العضو التناسلي» عليها. تحتفل مدينة الوركاء، ولكن يحلم إنكيدو في منامه بحلم مشؤوم حول فشله في المستقبل.

##### اللوح الطيني السابع
في حلم إنكيدو، تقرر الآلهة أن أحد البطلين يجب أن يموت لأنهم قتلا خومبابا وغوغالانا (الذي يعتقد أنه نفسه الثور السماوي) واهانا عشتار بشدة. على الرغم من احتجاجات الإله شمش فإن إنكيدو يُوَسم بالموت. يلعن إنكيدو الباب العظيم الذي وضعه لمعبد إنليل. ولعن أيضا الصياد وشمحات لإخراجه من البرية. يُذكّر الإله شمش إنكيدو كيف قامة شمحات بتغذيته وكسوته، وتعريفه بجلجامش. ويخبره الإله شمش أن جلجامش سيمنحه شرفًا كبيرًا في جنازته، وسيتجول في البرية بكل حزن. يأسف إنكيدو عن لعناته ويبارك شمحات بدلاً من ذلك. ولكن يحلم إنكيدو في حلم ثاني بأنه أسير إلى العالم السفلي من قبل ملاك الموت المرعب. يعتبر العالم السفلي «بيتا من الغبار» وظلاما يأكل سكانه الطين ويلبسون ريش الطيور ويشرف عليهم كائنات مرعبة. ولمدة 12 يوما، تزداد حالة إنكيدو سوءا. يموت إنكيدو بعد امتعاضه وتألمه من عدم إمكانية موته بشكل بطولي في المعركة. وفي سطر مشهور من الملحمة، يتشبث جلجامش بجثة إنكيدو وينكر موته إلى أن تسقط دودة من أنف جثة إنكيدو.

##### اللوح الطيني الثامن
يلقي جلجامش رثاء على ذكرى إنكيدو، حيث يدعو الجبال والغابات والحقول والأنهار والحيوانات البرية وجميع الوركاء للحزن على صديقه. يستذكر جلجامش مغامراتهما معاً، يحلق شعره ويمزق ملابسه حزنا عليه. ويفوض تمثالا جنائزيا له ويقدم هدايا جسيمة من خزانته لضمان حصول إنكيدو على استقبال إيجابي في عالم الموتى. تقام مأدبة عظيمة حيث تقدم الكنوز إلى آلهة العالم السفلي. قبل انقطاع النص، هناك اقتراح بأنه تم بناء سد على النهر مما يشير إلى دفن في قاع النهر، كما يوجد في القصيدة السومرية المقابلة، «موت جلجامش».

##### اللوح الطيني التاسع
يفتتح اللوح التاسع مع جلجامش وهو يجوب البرية مرتديا جلود الحيوانات حزنا على إنكيدو. فبعد أن أصبح الآن خائفاً من موته، قرر أن يبحث عن «أوتنابيشتيم» وزوجته («البعيدان جدا») ليتعلم سر الحياة الأبدية. كونهما من بين الناجين القلائل من الفيضان العظيم، يعتبر أوتنابيشتيم وزوجته البشر الوحيدين الذين مُنِحوا الخلود من قبل الآلهة. يعبر جلجامش ممرا جبليا في الليل ويواجه مجموعة من الأسود. قبل النوم، يصلي جلجامش إلى إله القمر سين من أجل الحماية.ثم يقتل الأسود ويستخدم جلودهم كملابس بعد استيقاظه من حلم مشجع في منامه. وبعد رحلة طويلة محفوفة بالمخاطر، يصل جلجامش إلى القمتين التوأمين لجبل ماشو في نهاية الأرض. ويصل إلى نفق لم يدخله أي رجل من قبل. يحرس النفق شخصان اثنان من العقرب، يشتبه في أنهما زوجان. ويحاول الزوج أن يثني جلجامش عن المرور، ولكن الزوجة تتدخل وتعرب عن تعاطفها مع جلجامش وتسمح بمروره (ووفقا لأحد مراجعي الملحمة بنجامين فوستر). يمر جلجامش تحت الجبال على طول طريق الشمس، وفي ظلام دامس، يتابع الطريق لمدة 12 «ساعة مزدوجة» ويتمكن من إكمال الرحلة قبل أن تلحق به الشمس. يصل إلى حديقة الآلهة، وهي جنة مليئة بالأشجار الحاملة للجواهر.

##### اللوح الطيني العاشر
يقابل جلجامش سيدوري صانعة المزر التي تظن أنه قاتل أو سارق بسبب مظهره المخزي. يخبرها جلجامش عن الغرض من رحلته. تحاول أن تثنيه عن مسعاه، لكنها ترسله إلى رجل السفينة أورشنابي الذي سيساعده على عبور البحر إلى أوتنابيشتيم. يدمر جلجامش بسيب الغضب التلقائي الحجر السحري الذي يبقيه أورشانابي معه. ويخبره جلجامش بقصته ولكن عندما يطلب مساعدته يخبره أورشانابي أنه قد دمر الأشياء التي يمكن أن تساعدهم على عبور مياه الموت التي تقتل عبر لمسها. يوعز أورشنابي إلى جلجامش بقطع 120 شجرة وجعلها أعمدة. ولما وصلا إلى الجزيرة حيث يعيش أوتنابيشتيم، يسرد جلجامش قصته ويطلب منه المساعدة. ويقوم أوتنابيشتيم بتوبيخه معلناً أن محاربة المصير المشترك للبشر أمر عقيم ويقلل من متعة الحياة.

##### اللوح الطيني الحادي عشر

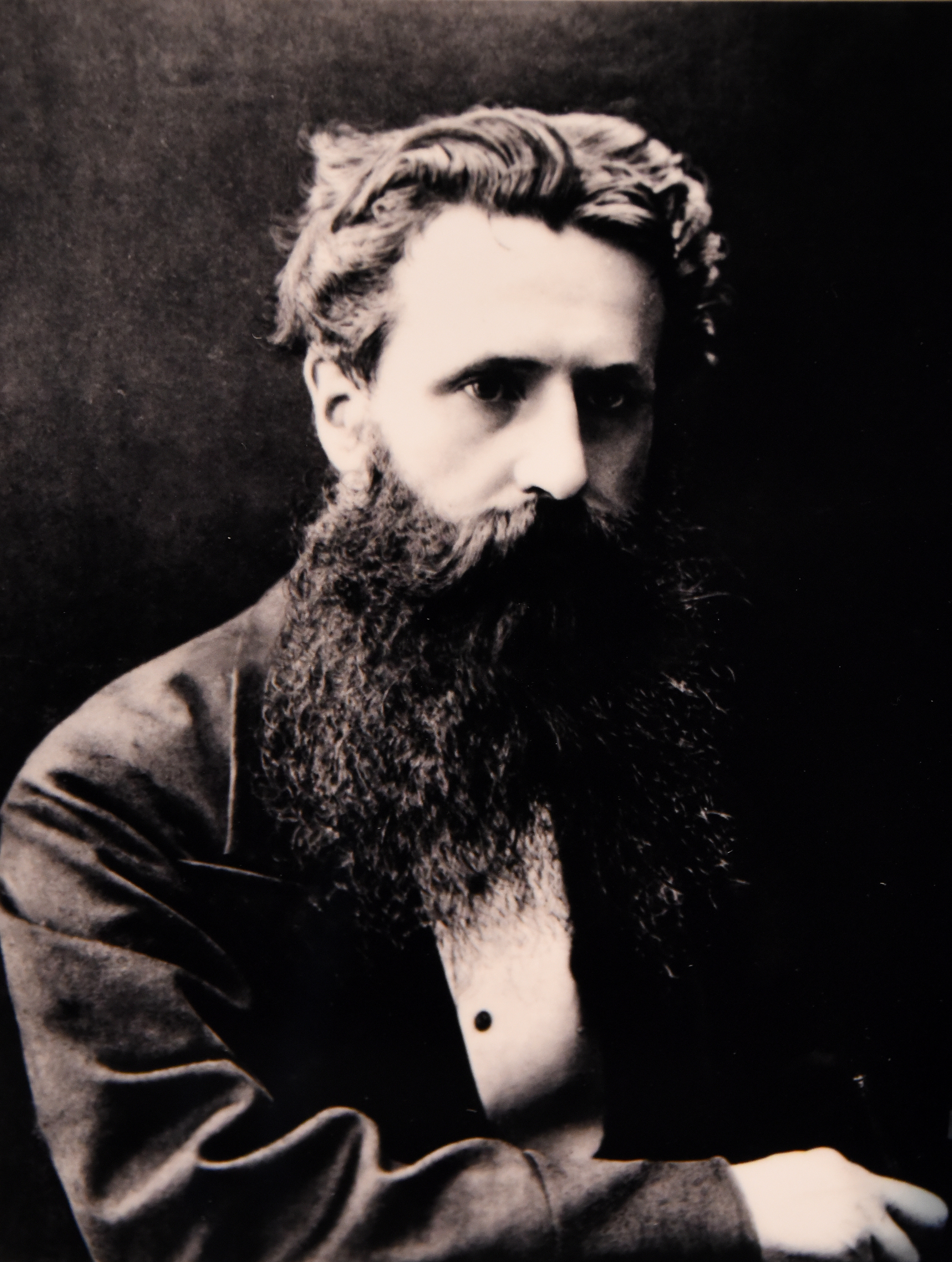
ترجم جورج سميث وقرأ «قصة طوفان بابل» للوح الطيني الحادي عشر

يلاحظ جلجامش أن أوتنابيشتيم لا يختلف عنه ويسأله كيف تحصل على خلوده. يوضّح أوتنابيشتيم أنّ الآلهة قررت إرسال طوفان عظيم. لإنقاذ أوتنابيشتيم طلب منه الإله إنكي بناء قارب بعد أن أعطاه أبعادا قياسية دقيقة وأغلقه بالزفت والأسفلت. وركبت عائلته كلها على متن القارب جنبا إلى جنب مع الحرفيين و «جميع الحيوانات في الحقل». ثم نشأت عاصفة عنيفة تسببت في تراجع الآلهة مرتعبة إلى السماء. أبدت عشتار أسفها لتدمير البشرية بالكامل، وبكت الآلهة الأخرى بجانبها. استمرت العاصفة ستة أيام وليالي، وبعد ذلك «تحول جميع البشر إلى طين». بكى أوتنابيشتيم عندما رأى الدمار. رسى مركبه على جبل وأطلق حمامة وسنونو وغرابا. فتح السفينة وأخرج الناس منها بعد عدم عودة الغراب. يقدم أوتنابيشتيم قربانا للآلهة الذين يشمون رائحته الحلوة ويتجمعون حولها. عاهدت عشتار نفسها على أنها ستتذكر هذا الوقت كمعاهدتها نفسها على أنها لن تنسى أبدا القلادة الرائعة حول رقبتها. تصل الإلهة إنليل غاضبة من وجود ناجين وتُدين أوتنابيشتيم لتحريضه على الفيضان. ويستأصله الإله إينكي أيضاً لإرساله عقوبة غير متناسبة. قامت الإلهة إنليل بمباركة أوتنابيشتيم وزوجته ومكافئتهم بالحياة الأبدية. تطابق هذه الرواية إلى حد كبير قصة الطوفان التي تختتم «أترا-هاسيس».
ويبدو أن النقطة الرئيسية هي أنه منح إنليل الحياة الأبدية لأوتنابيشتيم كانت هدية فريدة من نوعها. ولإثبات ذلك، تحدى أوتنابيشتيم جلجامش للبقاء مستيقظا لمدة ستة أيام وسبع ليال، ولكن جلجامش نام. يوعز أوتنابيشتيم لزوجته بأن تخبز رغيف خبز في كل يوم من الأيام التي ينام فيها جلجامش حتى لا يستطيع إنكار فشله في البقاء مستيقظاً. لا يمكن لجلجامش الذي يسعى للتغلب على الموت أن يقهر النوم. ويغادران إلى الوركاء بعد أن أمر أوتنابيشتيم أورشنابي رجل السفينة بغسل جلجامش وكسوته في ثياب ملكية. وأثناء مغادرتهم، تطلب زوجة أوتنابيشتيم من زوجها أن يقدم لها هدية فراق. يخبر أوتنابيشتيم جلجامش أنه في قاع البحر يعيش نبات يشبه اللساس سيجعله شابا مرة أخرى. يتمكن جلجامش من الحصول على النبتة عن طريق ربط الأحجار إلى قدميه حتى يتمكن من المشي على القاع. ويقترح جلجامش التحقيق في حالة امتلاك النبتة للقدرة الافتراضية على تجديد شبابه باختباره على رجل عجوز بمجرد عودته إلى الوركاء. ولكن تقوم أفعى بسرقة النبتة عندما توقف جلجامش للاستحمام، ويبكي بسبب ذهاب جهوده سدى، لأنه فقد كل فرص الخلود. يعود إلى الوركاء، حيث يدفعه منظر جدرانها الضخمة إلى الثناء على هذا العمل الدائم إلى أورشنابي.

##### اللوح الطيني الثاني عشر
يعتبر هذا اللوح في الأساس ترجمة أكدية لقصيدة سومرية سابقة ، «جلجامش والعالم السفلي» (المعروفة أيضا باسم «جلجامش، إنكيدو، والعالم السفلي» ومتغيراتها)، على الرغم من أنه قد اقترح أنها مستمدة من نسخة غير معروفة من هذه القصة. تعتبر محتويات هذا اللوح الطيني الأخير غير متسقة مع محتويات سابقة: إنكيدو لا يزال على قيد الحياة، على الرغم من أن مات في وقت سابق من الملحمة. وبسبب ذلك، وعدم اندماجها مع الالواح الطينية الأخرى وكونها تقريبا نسخة من نسخة سابقة، أشير إليها على أنها «تذييل غير عضوي» للملحمة. بدلا من ذلك، تم اقتراح أن «الغرض منه، وعلى الرغم من التعانل معه بشكل فظ، هة أن يشرح لجلجامش (للقارئ) مختلف مصائر الموتى في ما بعد الموت» وفي «محاولة حرجة لتحقيق الخاتمة». يربط كلاهما جلجامش الملحمة مع جلجامش ملك العالم السفلي. وهي «تتويج درامي حيث تنتهي الملحمة المكونة من اثني عشر لوحا على نفس الموضوع، وهو موضوع «الرؤية = الفهم والاكتشاف وما إلى ذلك» وهو الموضوع الذي بدأت به الملحمة».
يشكو جلجامش إلى إنكيدو من أن مختلف ممتلكاته سقطت في العالم السفلي (لا يوضح اللوح الكيني بالضبط ماهية الممتلكات ــ وشملت الترجمات المختلفة طبلاً وكرة). يعرض إنكيدو المساعدة لإعادتهم. ويخبر جلجامش إنكيدو بسرور بما يجب عليه فعله وما لا يجب عليه فعله في العالم السفلي إذا كان يريد العودة. ويفعل إنكيدو كل ما طلب منه عدم فعله. وبسبب ذلك يبقيه العالم السفلي. يصلي جلجامش للآلهة لإعادته صديقه. لا يرد إنليل و سوين، ولكن يقرر إنكي وشمش المساعدة. يصنع شمش صدعا في الأرض فيقفز منه شبح إنكيدو. وينتهي اللوح بسؤال جلجامش لإنكيدو حول ما رآه في العالم السفلي.

### النسخ البابلية القديمة
هذه النسخة من الملحمة، التي تسمى في بعض البقايا الأثرية «تَجَأوُزُ جميع الملوك الآخرين»، تتكون من ألواح طينية وبقايا أثرية من أصول وحالات حفظ مختلفة. لا تزال غير مكتملة في أغلبيتها، مع فقدان العديد من الألواح الطينية والثغرات الكبيرة في تلك التي وجدت. ويطلق عليهم اسم حسب الموقع الحالي أو المكان الذي وجدت فيه.

#### لوح بنسلفانيا
يرتبط «تَجَأوُزُ جميع الملوك الآخرين» اللوح الثاني إلى حد كبير مع اللوحات 1-2 من النسخة البابلية المعيارية. يخبر جلجامش والدته نينسون عن حلمين حلما بهما في المنام. تشرح والدته أنهما يعنيان أن رفيقا جديدا سيصل قريبا إلى الوركاء. في هذه الأثناء يمارس إنكيدو البري والكاهنة الجنس (والتي تسمى هنا شامكاتوم). وهي تغازله بصحبة الرعاة بعرض الخبز والبيرة عليه. يساعد إنكيدو الرعاة بحراسة الأغنام. ويسافرون إلى الوركاء لمواجهة جلجامش ووقف تعسفاته. يتقاتل إنكيدو وجلجامش لكن جلجامش يوقف القتال. ويمدح إنكيدو جلجامش.

#### لوح ييل
يتطابق «تَجَأوُزُ جميع الملوك الأخرى» اللوح الثالث جزئياً اللوحين الثاني والثالث من النسخة البابلية المعيارية. ولأسباب غير معروفة (كُسِر اللوح بشكل جزئي) فإن إنكيدو في مزاج حزين. من أجل ابهاجه يقترح جلجامش الذهاب إلى غابة الصنوبر لقطع الأشجار وقتل خومبابا (المعروف هنا باسم هواوا). يحتج إنكيدو على ذلك لأنه يعرف هوواوا ويدرك قوته. يتحدث جلجامش إلى إنكيدو ببعض الكلمات المشجعة، ولكن إنكيدو يظل متردداً. يَستعدّونَ، ويَدْعونَ الشيوخ. كما احتج الشيوخ، ولكنهم وافقوا على السماح له بالذهاب بعد أن تحدث جلجامش معهم. ويغادران بمباركة الشيوخ ونصائحهم بعد أن طلب جلجامش من إلهه (شمش) الحماية، وأن جهز هو وإنكيدو نفسيهما.

#### بقايا فيلادلفيا
لربما تكون هذه البقايا نسخة أخرى من محتويات لوحة ييل، وهي عمليا غير قابلة للاسترداد.

#### لوحة مدرسة نيبور
في الرحلة إلى غابة الأرز وهواوا، يفسر إنكيدو أحد أحلام جلجامش.

#### ألواح تل هرمال
أجزاء من نسختين/لوحين طينيين مختلفين تتحدث عن تفسير إنكيدو لأحد أحلام جلجامش في الطريق إلى غابة الأرز، وتقص محادثتهم عند دخول الغابة.

#### لوح إيشكالي
بعد هزيمة هواوا يمتنع جلجامش عن قتله، ويحث إنكيدو على اصطياد «الهالات السبع» التي ينتمي إليها هواوا. ويقنع إنكيدو جلجامش بأن يقتل عدوهم. بعد قتل هواوا والهالات، يقطع البطلان جزء من الغابة ويكتشفون مسكن الآلهة السري. ولكن بقية اللوح الطيني مكسور. لا يُشَار إلى هواوا في النسخة البابلية المعيارية، ولكن في واحدة من القصائد السومرية.

#### بقايا أثرية جزئية في بغداد
تداخل جزئي لقطع الأشجار من لوح إيشكالي.

#### لوح سيبار
يوجد فيه تداخل جزئي في ألواح النسخة البابلية المعيارية التاسعة والعاشرة. يحزن جلجامش على موت إنكيدو وهو يتجول في سعيه للخلود. يجادل جلجامش مع الإله شمش حول عدم جدوى مسعاه. وبعد ثغرة في النص، يتحدث جلجامش إلى سيدوري عن مسعاه ورحلته للقاء أوتنابيشتيم (الذي يسمى هنا أوتا-نابيشتي). وتحاول سيدوري أن تثني جلجامش عن سعيه إلى الخلود وتحثه على الاكتفاء بملذات الحياة البسيطة. وبعد ثغرة أخرى في النص، يحطم جلجامش «الأشياء الحجرية» ويتحدث إلى رجل السفينة أورشنابي (الذي يسمى هنا سور-سونابو). وبعد مناقشة قصيرة، يطلب منه سور-سونابو أن يقطع 300 من المجاذيف حتى يتمكن من عبور مياه الموت دون الحاجة إلى «الاشياء الحجرية». بقية اللوح مفقود.
ٱستخدم النص على بقايا ميسنر البابلية القديمة (وهي البقايا الأثرية الأكبر الباقية من لوح سيبر) لإعادة بناء الأشكال السابقة الممكنة لملحمة جلجامش، وقد أشير إلى أن «الشكل السابق للقصة - أسبق حتى من ذلك المحفوظ على البقايا الأثرية البابلية القديمة - ربما يكون قد انتهى بإرسال سيدوري لجلجامش مرة أخرى إلى الأورك» و أن «أوتنابيشتيم لم يكن جزءا من الحكاية في الأصل».

### القصائد السومرية
هناك خمس قصص لجلجامش موجودة في شكل قصائد قديمة في اللغة السومرية. من المحتمل أن هذه القصص قد نشرت بشكل مستقل، بدلاً من أن تكون في شكل ملحمة موحدة. بعض أسماء الشخصيات الرئيسية في هذه القصائد تختلف قليلا عن الأسماء الأكدية اللاحقة؛ فعلى سبيل المثال «بلجامش» (بالإنجليزية: Bilgamesh)‏ مكتوب بدلا من جلجامش (بالإنجليزية: Gilgamesh)‏. كما توجد بعض الاختلافات في القصص الأساسية مثل حقيقة أن إنكيدو هو خادم جلجامش (وليس بطلا مثله أو صديقا له) في النسخة السومرية:
1. تتطابق قصة «رب جبل الحي و «هو هورا!» (بالإنجليزية: The lord to the Living One's Mountain and Ho, hurrah!)‏ مع حلقة غابة الأرز (اللوحات الطينية من الثانية للخامسة في النسخة البابلية المعيارية). يسافر جلجامش وانكيدو مع رجال آخرين إلى غابة الأرز. وهناك، يحاصران من قِبَل هوواوا، ولكن يخدعه جلجامش (بمساعدة إنكيدو في إحدى الصيغ) للتخلي عن هالته، وبالتالي فقدان قوته.[57]
2. تتطابق قصة «البطل في المعركة» (بالإنجليزية: Hero in battle)‏ مع حلقة الثور السماوي في النسخة الأكادية (أو اللوح الطيني السادس في النسخة البابلية المعيارية). وتسبب شهية الثور الكبيرة في الجفاف والمشقة في الأرض في حين يستمتع جلجامش بوليمة. يقنعه لوغالباندا بمواجهة الثور ومحاربته جنبا إلى جنب مع إنكيدو.
3. ليس لدى قصة «مبعوثي الملك أغا الكيشي» (بالإنجليزية: The envoys of Akka)‏ حلقة مقابلة في الملحمة، ولكن مواضيع ما إذا وجب إظهار الرحمة للأسرى أو لا، واستشارة شيوخ المدينة تحدث أيضا في النسخة البابلية المعيارية في قصة خومبابا. وفي القصيدة، تواجه الوركاء حصارا من جيش كيش بقيادة الملك أغا الكيشي الذي يهزمه جلجامش ويغفر له حصاره للمدينة.[57]
4. تعتبر قصة «في تلك الأيام، تلك الأيام البعيدة»، (بالإنجليزية: In those days, those far-off days)‏ والمعروفة باسم «جلجامش، إنكيدو، والعالم السفلي» (بالإنجليزية: Gilgamesh, Enkidu, and the Netherworld)‏ مصدر الترجمة الأكدية المدرجة في اللوح الثاني عشر في النسخة البابلية المعيارية. وتروي القصة رحلة إنكيدو إلى العالم السفلي. وهي أيضا المصدر الرئيسي للمعلومات حول أسطورة الخلق السومرية وقصة «إنانا وشجرة هولوبو».[58]
5. قصة «الثور البرّي العظيم يستلقي»(بالإنجليزية: The great wild bull is lying down)‏ هي قصيدة حول موت جلجامش، دفنه وتكريسه كنصف إله، والحكم ومحاسبة الموتى. بعد أن حلم كيف ستقرر الآلهة مصيره بعد الموت، يطلب جلجامش المشورة ويعد جنازته ويقدم الهدايا للآلهة. وعندما يتوفى، يُدفن تحت نهر الفرات ويُقلع عن مساره ثم يعود إليه فيما بعد.[58]

### الترجمات
نشرت أول ترجمة عربية مباشرة من اللوحات الأصلية في الستينات من قبل عالم الآثار العراقي طه باقر وذلك في كتاب «ملحمة كلكامش أوديسة العراق الخالدة» والذي ألفه في عام 1962. كما ألف الكاتب والمفكر والباحث السوري فراس السواح كتاب «كنوز الأعماق - قراءة في ملحمة جلجامش» في عام 1987. ويوجد أيضا كتاب «ملحمة جلجامش» والذي ترجمه للعربية عن الألمانية المترجم المصري عبد الغفار مكاوي وراجعها عن الأكدية الباحث المصري عوني عبد الرؤوف في سنة 2003.
الترجمة الحديثة النهائية هي عمل نقدي من مجلدين قام به أندرو ر. جورج نشرته دار نشر جامعة أكسفورد في عام 2003. ويزعم مراجعة للكتاب أجرته الباحثة إليانور روبسون من جامعة كامبريدج أن عمل جورج هو أهم عمل نقدي حول جلجامش في السنوات 70 الماضية. يناقش جورج حالة الألواح المتبقية، ويوفر تفسير دينيا لكل لوح على حدة، مع ترجمة مزدوجة للغة جانباً إلى جنب.
في عام 2004، قدم ستيفن ميتشل نسخة مثيرة للجدل تأخذ العديد من الحريات مع النص وتشمل تلميحات وتعليقات حديثة تتعلق بحرب العراق 2003.

## التأثير اللاحق

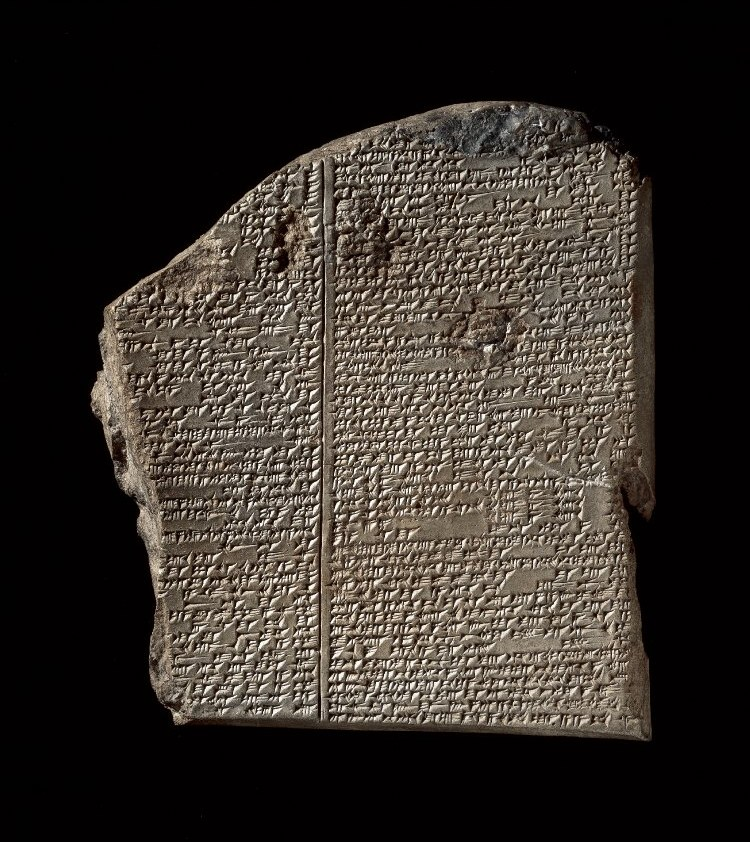
العلاقة بين الملحمة والكتاب المقدس (الإنجيل)

### العلاقة مع الكتاب المقدس
ترتبط موضوعات وعناصر الحبكة وعدة شخصيات مختلفة في الكتاب المقدس العبري بملحمة جلجامش. لا سيما مواضيع جنات عدن والنصائح في سفر الجامعة ورواية الطوفان في سفر التكوين.

#### جنات عدن
أقر العلماء منذ فترة طويلة أوجه التشابه بين قصتي إنكيدو/شمحات وآدم/حواء. في كلا القصتين، خُلِقَ رجل من التربة من قبل إلاه، وعاش في بيئة طبيعية بين الحيوانات. وتعرف الرجل على امرأة أغرته. في كلتا القصتين، يقبل الرجل الطعام من المرأة، ويستر عورته، ويجب أن يترك يقبل الرجل الطعام من المرأة، ويغطي عريه، ويتوجب عليهِ ترك عالمه السابق ويصبح غير قادر على العودة إليه. يعتبر وجود ثعبان يسرق نبتة الخلود من البطل لاحقاً في الملحمة نقطة تشابه أخرى. ومع ذلك، هناك فرق كبير بين القصتين وهو أنه بينما يشعر إنكيدو بالندم على إغوائه بعيدًا عن بيئته الطبيعية، فإن هذا مؤقت فقط: بعد أن واجهه الإله شمش لكونه جاحدًا، يتراجع إنكيدو ويقرر إعطاء المرأة التي أغوته البركة الأخيرة قبل أن يموت. هذا على عكس آدم، الذي تم تصوير سقوطه من بيئته إلى حد كبير على أنه مجرد عقاب لعصيان الرب.

#### النصيحة في سفر الجامعة
يقترح العديد من العلماء الاقتراض والنقل المباشر لنصيحة سيدوري من قبل مؤلف سفر الجامعة. أيضا يوجد مثل نادر عن قوة الحبل المثلوث في كلا القصتين: «الحَبلُ المَثلُوثُ لا يَنقَطِعُ بِسُهُولَةٍ».

#### طوفان نوح
يأكد أندرو ر. جورج أن رواية الطوفان في سفر التكوين تشابه نظيرتها الموجودة في جلجامش بشكل وثيق، لدرجة أنه «لا يوجد شك إلا القليل» في أنها مستمدة من رواية من بلاد الرافدين. ما يُلاحظ بشكل خاص هو الطريقة التي تتبعها قصة فيضان سفر التكوين لقصة فيضان جلجامش «نقطة بنقطة وبنفس الترتيب»، حتى عندما تسمح القصة ببدائل أخرى. في تعليق على التوراة عام 2001 صدر باسم الحركة المحافظة لليهودية، صرح العالم الحاخامي روبرت ويكسلر بأن : «الافتراض الأكثر ترجيحا الذي يمكننا افتراضه هو أن كلاً من سفر التكوين وملحمة جلجامش قد استمدا محتوياتهما من تقليد شائع عن الطوفان كان موجوداً في بلاد الرافدين. ثم اختلفت هذه القصص في روايته». يُعٔتَبر زيوسودرا وأوتنابيشتيم ونوح أبطال أساطير الفيضانات السومرية والأكدية والتوراتية في الشرق الأدنى القديم.

#### تشابهات إضافية مع الكتاب المقدس
يقترح ماتياس هينز أن جنون نبوخذ نصر الثاني في سفر دانيال التوراتي يستند إلى ملحمة جلجامش. ويدعي أن المؤلف يستخدم عناصر من وصف إنكيدو لرسم صورة مضحكة وساخرة لملك بابل.
لدى العديد من الشخصيات في الملحمة نظائر أسطورية في الكتاب المقدس، وأبرزها نينتي إلهة الحياة السومرية، والتي تم إنشاؤها من ضلع إنكي لشفائه بعد أن أكل الزهور المحرمة. يقترح أن هذه القصة كانت بمثابة الأساس لقصة خلق حواء من ضلع آدم في سفر التكوين. تزعم إستر ج. هاموري في كتاب «أصداء جلجامش في قصة يعقوب» أن أسطورة يعقوب وعيسو [الإنجليزية] تتوازى مع مباراة المصارعة بين جلجامش وإنكيدو.

#### كتاب العمالقة
تم ذكر جلجامش في نسخة واحدة من كتاب العمالقة المرتبط بسفر أخنوخ. تذكر نسخة كتاب العمالقة الموجودة في خربة قمران البطل السومري جلجامش والوحش خومبابا مع المراقبين والعمالقة.

### التأثير على هوميروس
لفت العديد من العلماء الانتباه إلى مواضيع وحلقات وآيات مختلفة تشير إلى أن ملحمة جلجامش كان لها تأثير كبير على القصائد الملحمية المنسوبة إلى هوميروس. تم تفصيل هذه التأثيرات بواسطة مارتن ويست في كتاب «الوجه الشرقي للهليكون: عناصر غرب آسيا في الشعر اليوناني والأسطورة». وفقًا للباحثة تزفي أبوش من جامعة برانديز، فإن القصيدة «تجمع بين قوة ومأساة الإلياذة مع تجوال وعجائب الأوديسة. إنها عمل مغامرة، ولكنها ليست أقل من تأمل في بعض القضايا الأساسية لوجود الإنسان». يخمن مارتن ويست في «الوجه الشرقي للهليكون» أنه من الممكن أن ذكرى جلجامش قد وصلت إلى الإغريق من خلال قصيدة مفقودة عن هيراكليس.
لاحظ عديد العلماء إرث ملحمة جلجامش بوضوح من خلال دراسة أوجه التشابه الموجودة بينها وبين أساطير وأدب اليونان القديمة. وأشاروا إلى ثلاثة تشابهات رئيسية: التشابه الأول: غضب إلهي يرسل الطوفان العظيم، وأما التشابه الثاني: فَقدُ الرفيق الأعز، وأما التشابه الثالث: تقديم الثور القرباني.

### التأثير على الشعر العربي
أثرت ملحمة جلجامش على الشعر العربي في العصرين الأموي والعباسي. كما أثرت في العصر الحالي على جدارية الشاعر الفلسطيني محمود درويش. إذ ذكر فيها الشاعر فيها كلا من جلجامش وإنكيدو بالاسم. حيث اعتبر بعض النقاد أن جدارية محمود درويش عبارة عن ملحمة جلجامش المعاصرة في «قراءة معاصرة ومبدعة» للملحمة. إذ تحيل تسمية العمل الشعري بالجدارية إلى جدارية جلجامش حيث كان نص الملحمة على شكل ألواح وجداريات، كما يدور حوار مباشر بين البطلين في الجدارية، وحضور موضوعات التناقض الوجودي والموت والخلود. كما تم استدعى الشاعر باسم فرات في ديوانه الشعري «أهز النسيان» شخصية جلجامش وشخصية جلجامش وموتجهتهما والثور السماوي وعدة مواضيع أخرى من الملحمة.

### في الثقافة الشعبية
ألهمت ملحمة جلجامش العديد من الأعمال الأدبية والفنية والموسيقى. وصلت ملحمة جلجامش إلى الجمهور المعاصر بعد الحرب العالمية الأولى، ظهرت بعد الحرب العالمية الثانية في مجموعة متنوعة من الأعمال الثقافية. يشمل هذا في الأدب الرواية الأمريكية العظيمة (1973) للكاتب الأمريكي فيليب روث، جلجامش الملك (1984) وجلجامش في المناطق النائية (1986) للكاتب الأمريكي روبرت سيلفربرغ، تايموايرم: جينيسيس (1991) للكاتب البريطاني جون بيل والساحر: أسرار الخالد نيكولاس فلاميل (2009) للكاتب الأيرلندي مايكل سكوت. أما في الموسيقى الكلاسيكية فتشمل الأمثلة: الأوراتوريو ملحمة جلجامش (1955) من قبل المؤلف الموسيقي التشيكي بوهسلاف مارتينو، الأوبرا الدرامية جلجامش (1964) من ألحان التركي نيفيت كودالي، جلحجامش (1970) من تأليف التركي أحمد عدنان سايغون، جلجامش (1972) من تأليف الدنماركي بير نورغان، وجلجامش (1982) من تأليف الصربي رودولف بروكي. أما في المسرح أنعطف يسارا عند جلجامش (1990). و في الأفلام: الفيلم القصير بتقنية إيقاف الحركة ملحمة جلجامش، أو هذه المكنسة الصغيرة غير القابلة للتسمية (1985) من إخراج الإخوة كواي. أما في التلفزيون فتوجد عدة حلقات ومسلسلات تأثرت مباشرة بالملحمة. أمثلة على ذلك حلقة دارموك من المسلسل الأمريكي ستار تريك: الجيل التالي وحلقة شيطان بيد من زجاج من المسلسل الأمريكي الحدود الخارجية والأنمي الياباني برج درواغا. وقد تم اقتباس الأنمي الياباني من لعبة الفيديو اليابانية برج درواغا، والتي أنتجت في عام 1984. كما أثرت الملحمة في عدة قصص مصورة، مثال جلجامش II وجلجامش الخالد وشخصية المنسي.
يؤكد الباحث العراقي إحسان الديك في ورقته البحثية «علاقة المعلقات بملحمة جلجامش» بأن ملحمة جلجامش قد أثرت بشكل مباشر وغير مباشر بالمعلقات في الشعر الجاهلي. من أوجه التأثير: تسمية القصيدة حسب مطالعها (بدايتها) وعنونتها بأول عبارة أو سطر منها، و البكاء على الأطلال، و محاكاة الغزل وشعر الرحلة، ومواضيع فلسفة الوجود والبطولة والحياة والموت، وصفات البطولة، وختم بعض المعلقات بالحديث عن السيل والطوفان، والإشارة إلى الجبل المقدس، وحضور الطيور. يشير الباحث إلى أن كل هذه المواضيع كانا من بين مظاهر العلاقة الوثيقة بين المعلقات وملحمة جلجامش.

## وصلات خارجية
- ملحمة جلجامش من مؤسسة هنداوي للتعليم والثقافة.
- يمكن العثور على ترجمات أساطير جلجامش في اللغة السومرية في The Electronic Text Corpus of Sumerian Literature، أكسفورد 1998–
  - Gilgamesh and Huwawa, version A
  - Gilgamesh and Huwawa, version B
  - Gilgamesh and the Bull of Heaven
  - Gilgamesh and Aga
  - Gilgamesh, Enkidu and the nether world
  - The death of Gilgamesh
- كتاب مجاني: An Old Babylonian Version of the Gilgamesh Epic by Anonymous على مشروع غوتنبرغ, edited by Morris Jastrow, translated by Albert T. Clay
- The Epic of Gilgamesh, Complete Academic Translation by Reginald Campbell Thompson
- The Epic of Gilgamesh by Kovacs, M.G.